# Anton Kocjančič
Anton Kocjančič, [Anton Kocjánčič], znan tudi pod psevdonimom Tonej Seljan in Tilen Pavček slovenski pisatelj, * 26. maj 1884, Zgornje Gorje pri Bledu, † 14. april 1962, Zgornje Gorje, Slovenija.
Anton Kocjančič je bil ljudski samouk, pisatelj, godbenik in ljubitelj likovne umetnosti. Svoje talente je razvijal sam s pomočjo dostopnih knjig in revij ob stalnem pomanjkanju časa in trdem kmečkem delu. Najprej je želel, da bi se izšolal za slikarja, ker pa to ni bilo mogoče, se je začel ukvarjati z godbo.
Kasneje je svoj izpovedni dar usmeril v pisanje. Pisal je o ljudeh in okoliških dogodkih iz nedavne zgodovine; o Gorjah, Bledu ter okolici. Pri opisovanju se je skušal verno držati zgodovinskih dejstev, do katerih je prišel s poslušanjem starejših ljudi, ki so še hranili zgodovinski spomin. Za njegovo pisanje je značilna močna socialna nota.

## Življenjepis
Anton Kocjančič se je rodil 26. maja 1884 v Zgornjih Gorjah kot drugi sin očetu Matevžu Kocjančiču (1833-1913) in materi Ivani, rojeni Zajc (1854-1887).
Osnovno šolo je obiskoval v Zgornjih Gorjah. V tem času je tam deloval narodno zaveden in prosvetljen učitelj Joža Žirovnik, ki je kmalu opazil talentiranega učenca. Ko je mladi Anton prebral vse knjige v šolski knjižnici, mu je učitelj začel posojati svoje. Na paši in ob dolgih zimskih večerih je bral letnike Stritarjevega zvona, Ljubljanskega zvona, Slovana ter Doma in sveta ter se tako seznanjal s takratno literarno in likovno umetnostjo.
Kocjančič je imel dar za risanje in bi se rad izšolal za slikarja. V domači vasi se je ob obnovi farne cerkve seznanil s slikarjema Matijem Bradaško in Matijem Koželjem. Na Bledu je spoznal gojenca petrograjske slikarske akademije Petra Žmitka. Navdušeno je spremljal delo slovenskih impresionistov. Želel se je vpisati v Jakopičevo slikarsko šolo v Ljubljani. Kljub posredovanju učitelja Joža Žirovnika in poštarja Vinka Černeta ga oče ni mogel poslati v šole, ker je bila skrb za dom in preživetje pomembnejša.
Ker se ni mogel šolati za slikarja se je začel ukvarjati z godbo na pihala. Z glasbo se je seznanil že v otroštvu pri svojem očetu. Leta 1907 je bil eden od ustanoviteljev Godbe Gorje. Pri godbi je tudi učil mlade glasbenike in bil nekaj časa njen dirigent.
Kasneje je svoj umetniški, izpovedni dar poskušal usmeriti predvsem v pisanje. Svoje prvo črtico je objavil leta 1910 v reviji Domači prijatelj v Pragi z naslovom Drvarjevo pripovedovanje.
Leta 1914 je bil vpoklican v avstro-orgsko vojsko, kjer je igral pri vojaški pihalni godbi. Po koncu vojne se je pridružil prostovoljcem za severno mejo na Koroškem.
Leta 1920 se je poročil se z Jerico Torkarjevo in osnoval družino. V zakonu se jima je rodilo 7 otrok. Leta 1926 so se z družino preselili v Krnico pri Gorjah kjer je živel poslej.
Ob celodnevnem trdem kmečkem delu je porabil ves prosti čas za pisanje. Svoja dela je pošiljal različnim listom in revijam. Pri tem se je seznanil z mnogimi takratnimi literarnimi sodobniki: Zofko Kveder, dr. Jožefom Pogačnikom, dr. Bratkom Kreftom, s Franom Saleškem Finžgarju, Prežihovim Vorancemin nekaterimi drugimi.
Preko Frana S. Finžgarja je leta 1339 prišel v stik s profesorjem Jankom Modrom. Janko Moder je postal življenjski mentor in podpornik s katerim je tesno sodeloval vse do pozne starosti. Kot navaja Janko Moder je vrh njegove zrele moči v delu »Požgana Radovna«, dokumentarni noveli iz druge svetovne vojne, ki je izšla leta 1950 pri Mohorjevi družbi.
Vse življenje se je ukvarjal z velikim načrtom, da bi napisal Staro Pokljuko, široko zasnovano zgodovinsko povest iz srede devetnajstega stoletja o usodi pokljuških gozdov, o njihovi delitvi med blejskim gradom, srenjo in kmeti, o gozdarjih, planšarjih, oglarjih in fužinarjih. Delo je ostalo nezaključeno, posamezni odlomki so objavljeni v samostojni knjigi z naslovom »Stara Pokljuka«, ki je izšla dve leti po njegovi smrti (1964) pri Mohorjevi družbi s pomočjo Janka Modra.
Umrl je 14. aprila 1962, star 78 let.

## Literarno delo

#### Stara Pokljuka
V samostojni knjigi, ki je izšla dve leti po avtorjevi smrti (1964), je objavljenih nekaj mladostnih črtic (»Scena«, »Ukročeni«,…),  povest »Požgana Radovna« in odlomki iz povesti Stare Pokljuke. Knjigo je uredil Janko Moder.
Povest Stara Pokljuka opisuje boj za srenjske pravice kmetov na Pokljuki sredi 19. stoletja. Gorjanskim kmetom in bajtarjem je Pokljuka prinašala zaslužek z oglarjenjem in nabiranjem smole. Adam je glavni borec za srenjske pravice ob prodaji briksenškega posestva na Bledu leta 1857. Fužinar Viktor Ruard izpod Golice je kupil blejski grad in posestvo s Pokljuko, Mežaklo in Jelovico. Zaradi neodločnosti kmetov takrat srenjskih pravic na Pokljuki niso vknjižili.

#### Požgana Radovna
Povest Požgana Radovna je naslovna povest 111. Večernic Družbe Sv. Mohorja v Celju iz leta 1950 kjer je bilo objavljenih še nekaj povesti drugih avtorjev.
Pripoveduje o dolini Radovne v času druge svetovne vojne. Nemška raznarodovalna politika ni uspela pridobiti Radovničanov, ki so s hrano in informacijami pomagali partizanom. V Radovni je prišlo do več spopadov z nemško vojsko. Poraženi Nemci so se s požigom vasi Radovne maščevali domačinom in uničili zavetje partizanski vojski, ki se je zadrževala na Pokljuki. V usodah domačinov s Šimnove in Pristavčeve kmetije spoznamo kruti čas vojne, ki ne izbira sredstev za dosego svojih ciljev.

#### Zatréparjev Janez
Dokumentarna povest Zatreparjev Janez govori o zanimivem ljudskem človeku iz okolice in o njegovem življenju. Povest je izšla leta 1951 v "Koledarju družbe sv. Mohorja za leto 1952" na straneh 117 - 127 pod psevdonimon Tilen Pavček.

#### Ostala objavljena dela
- Drvarjevo pripovedovanje, Domači prijatelj 1910, št. 11, str. 310-313
- Brez znamke, Domači prijatelj 1911, št. 3, str. 92-94
- V hribih, Domači prijatelj 1911, št. 7, str. 210-215
- Na rovte, Domači prijatelj 1911, št. 10, str. 300-302
- Pesem in pevec, Domači prijatelj 1912, št. 2, str. 42-45
- Divji mož in drvarji, Domači prijatelj 1912, št. 4, str. 112-113
- Bolni rezervist, Domači prijatelj 1912, št. 8, str. 249-253
- Scena, Domači prijatelj 1912, št. 11, str. 337-339
- Po bitvi, Domači prijatelj 1912, št. 12, str. 366-368
- Ukročeni, Domači prijatelj 1913, št. 2, str. 54-58
- Trznarjev Tona, Domači prijatelj 1913, št. 5, str. 147-149
- Na državnih mejah, Domači prijatelj 1914, št. 6, str. 190-192
- V vihrah in zablodah, Gorenjec 1916, št. 1-4

Dela so bila objavljena pod psevdonimi Tonej Seljan in Tilen Pavček.

#### Neobjavljena dela
- črtica Zaplečnik – avtobiografska črtica, kjer je opisal svojo mladost
- povest Za gozd
- povest Soborivci in Gorjušci
- avtobiografska povest Kluška posadka - govori o času prve svetovne vojne
- Povest Jakob Dragan – povest o domači hiši v Krnici
- Vse zamujeno
- Zgodba o volku
- Zapiski z Rombona
- Cerkvica Miklavževa
- igra Vse je naše
- igra Pot k sv. Ani
- igra Bramor
- igra Stara Pokljuka